# Vivaldo Costa
Vivaldo Silvino da Costa (Caicó, 1 de novembro de 1939), também conhecido como Papa Jerimum, é um médico e político brasileiro filiado ao Partido Verde (PV). Foi o 24.º vice-governador do Rio Grande do Norte entre 1991 e 1994 assumindo como o 49.º governador entre 1994 e 1995. Foi prefeito da cidade de Caicó e deputado federal. Atualmente é deputado estadual do Rio Grande do Norte, em seu décimo mandato.